# Bohdan
Bohdan je mužské křestní jméno slovanského původu. Jedná se o překlad řeckého jména Theodor, jeho význam je „darován Bohem“.
Podle českého kalendáře má svátek 9. listopadu.

## Statistické údaje
Následující tabulka uvádí četnost jména v ČR a pořadí mezi mužskými jmény ve srovnání dvou roků, pro které jsou dostupné údaje MV ČR – lze z ní tedy vysledovat trend v užívání tohoto jména:
| Rok       | Četnost  | Pořadí   |
| 1999      | 1478     | 137.     |
| 2002      | 1475     | 136.     |
| Porovnání | o 3 méně | o 1 lépe |
| 2006      | 1993     | 132.     |
| 2013      | 1417     | 353.     |

Změna procentního zastoupení tohoto jména mezi žijícími muži v ČR (tj. procentní změna se započítáním celkového úbytku mužů v ČR za sledované tři roky 1999-2002) je +0,5%.

## Bohdan v jiných jazycích
- Slovensky, bělorusky, ukrajinsky: Bohdan
- Jihoslovansky (chorvatsky, srbsky, bulharsky), rusky, polsky, rumunsky: Bogdan

## Zdrobněliny
Bohdánek, Bóža, Dan, Boja, Bodik, Boďa, Bohdy, Bob, Bobánek, Bobo 

## Známí nositelé jména
- Bohdan Holomíček – český dokumentární fotograf
- Bohdan Mikolášek – český písničkář
- Bohdan Pomahač – český lékař, plastický chirurg, který provedl několik úspěšných transplantací obličeje
- Bohdan Sláma – český režisér
- Bohdan Tůma – český herec
- Bohdan Ulihrach – český tenista
- Bohdan Warchal – slovenský houslista a dirigent
- Bogdan Bogdanović – srbský architekt
- Bogdan Bogdanović – srbský basketbalista
- Bogdan Popović – srbský literární kritik
- Bogdan Gavrilović – srbský matematik
- Bogdan Diklić – srbský herec
- svatý Leopold Bogdan Mandić – chorvatský kapucínský kněz
- Bohdan Chmelnický – kozácký vůdce

### Moldavští vévodové
- Bogdan I.
- Bogdan II.
- Bogdan III.